# 崔振
崔 振（さい しん、生没年不詳）は、北魏の官僚。字は延根。本貫は博陵郡安平県。崔挺の弟。

## 経歴
崔郁（崔琨の子）の子として生まれた。中書学生から秘書中散となり、宮中で謹直に命に従い、孝文帝に知られるようになった。咸陽王元禧の下で冀州驃騎府司馬となり、在任すること長かった。496年（太和20年）、建威将軍・平陽郡太守に任じられた。赴任しないうちに、高陽国内史に転じた。孝文帝が南征すると、崔振は召されて尚書左丞を兼ね、洛陽の留守をつとめた。499年（太和23年）、職令が改定されると、崔振は五品に擬され、太子庶子に任じられた。500年（景明元年）、長兼廷尉少卿に任じられた。501年（景明2年）、河内郡太守の陸琇が咸陽王元禧と反乱を計画していたことが発覚すると、崔振は陸琇の罪状を徹底的に糾明して、陸琇を獄死させた。正始初年、龍驤将軍・肆州刺史に任じられ、在任中に治績を挙げた。洛陽に召還されて、河東郡太守に任じられた。永平年間、河東郡で死去した。享年は59。龍驤将軍・南兗州刺史の位を追贈された。諡は定といった。

## 子女
- 崔宣伯（長男、早逝）
- 崔子朗（容貌が美しく、経書や史書を渉猟し、若くして温厚で、節操が固かった。軍功により襄威将軍・員外散騎侍郎を初任とした。531年、従兄の崔孝芬が荊州刺史となると、子朗はその下で車騎府司馬となった。崔孝芬が西兗州刺史に転じると、子朗はその下で驃騎府司馬となった。532年、冠軍将軍・北徐州撫軍府長史に任じられ、固辞したが許されず、やむなく就任した。540年、高仲密に召されて中尉侍御史となった。まもなく平西将軍の号を加えられた。武定年間に死去した）

## 伝記資料
- 『魏書』巻57 列伝第45
- 『北史』巻32 列伝第20